# すいんぐ!!
『すいんぐ!!』は佐倉おりこによる日本の漫画作品。2019年7月28日に『COMICリュエル』（実業之日本社）にて連載を開始、2020年6月に『COMICジャルダン』オープン後はそちらに移籍し、2023年12月15日まで連載された。

## あらすじ
この春高校に入学した宮里はるか。高校に入学してもゲーム三昧の日々を送ろうと考えていたが、そんな彼女の前に横峯冬姫という一人の少女が現れた。彼女は廃部となったゴルフ部を立て直そうとしておりその部員にはるかを勧誘したのだった。
そして同級生である岡本夏陽、樋口楓も交えてゴルフ部の生活が始まった。

## 登場人物
声の項はドラマCDを演じた声優。

### ゴルフ部員
宮里はるか
声 - 加隈亜衣
主人公。甘いお菓子とゲームが大好き。
冬姫に誘われてゴルフ部に入り、それからはゴルフに打ち込んでいる。
横峯冬姫
声 - 金元寿子
ゴルフ部の部長。家が金持ちのお嬢様でもある。
母親が入っていたゴルフ部が廃部になったと知り立て直そうとした。
岡本夏陽
声 - 小松未可子
はるかのクラスメート。男勝りな少女。
はるかや冬姫と共にゴルフ部で活動することになった。
料理上手であり、楓に料理のおすそ分けをしたりしている。
樋口楓
声 - 高田憂希
はるかのクラスメート。物静かな少女でメガネをかけている。
はるかや冬姫、夏陽と共にゴルフ部で活動することになった。
夏陽と仲が良く、料理のおすそ分けをしたりしている。

## テーマソング
漫画の完結を記念して2023年9月20日に、ななひらが作詞作曲・歌唱するテーマソング「Swingin'×Dreamin'」のPVをYouTubeに公開した。

## 書誌情報
- 佐倉おりこ『すいんぐ!!』実業之日本社〈ジャルダンコミックス〉、全5巻
  1. 2020年6月19日発売[5]、ISBN 978-4-408-41565-9
  2. 2020年8月21日発売[6]、ISBN 978-4-408-41575-8
  3. 2021年9月10日発売[7]、ISBN 978-4-408-64030-3
  4. 2022年8月18日発売[8]、ISBN 978-4-408-64064-8
  5. 2023年9月21日発売[9]、ISBN 978-4-408-64105-8